# Architettura del periodo fascista

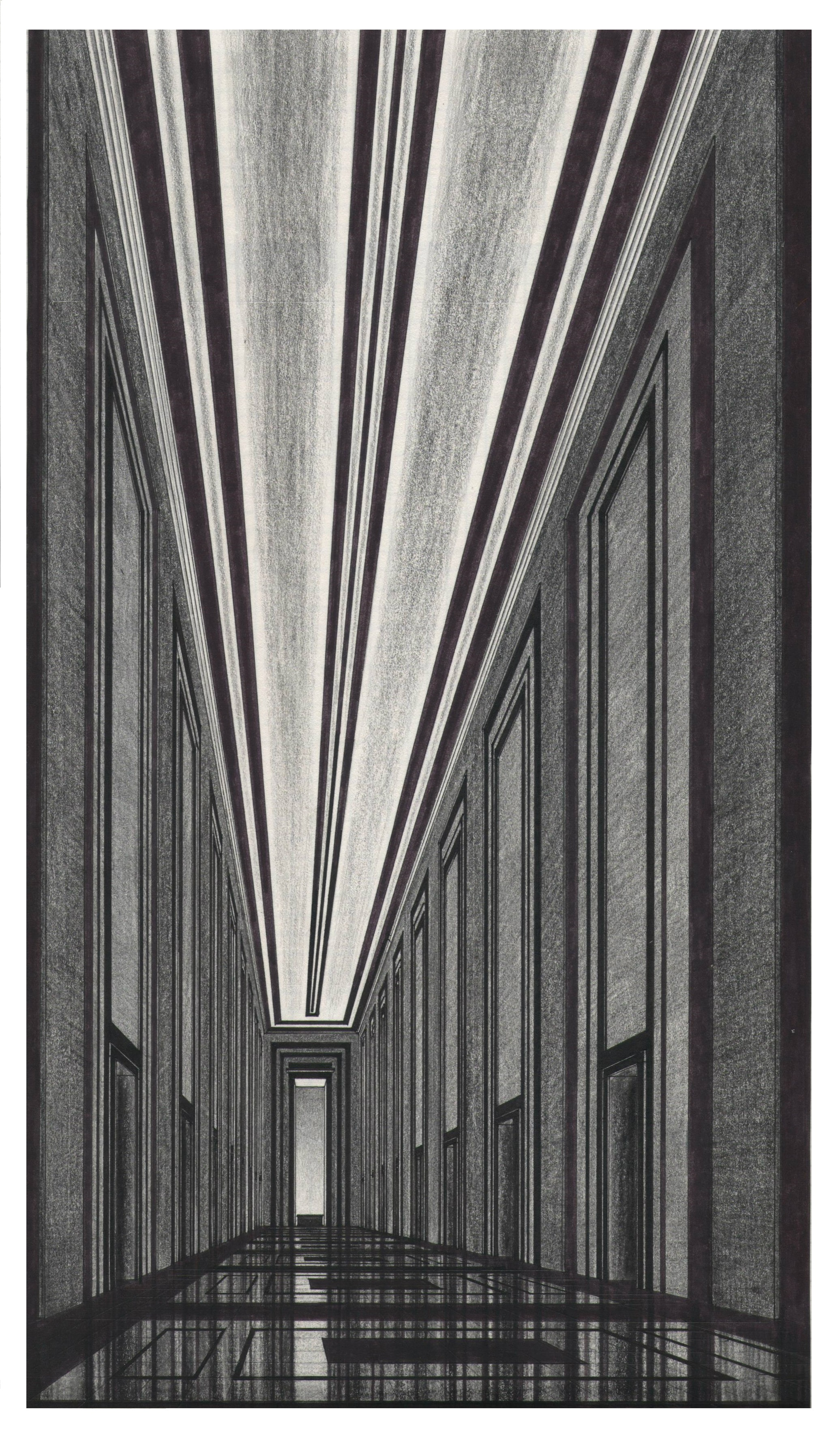
Arnaldo Dell'Ira - Atrio per il Dicastero delle Comunicazioni, 1932.

L'architettura italiana nel periodo fascista comprende una serie di stili e correnti, spesso confuse in una vaga nozione di "architettura fascista".
Esaurito lo slancio teorico dell'architettura futurista con la scomparsa di Antonio Sant'Elia, negli anni venti e trenta in Italia si svilupparono varie correnti architettoniche: 
- l'architettura razionalista (Movimento Moderno e Razionalismo italiano) che rappresentava il movimento più moderno, in sintonia con le tendenze europee del funzionalismo. Maggiore esponente ne fu Giuseppe Terragni.
- il Movimento Novecento, che rappresenta una tendenza di "ritorno all'ordine", con il rifiuto sia delle avanguardie del primo novecento (liberty, futurismo, cubismo) sia della nuova tendenza razionalista, con un riferimento al neoclassicismo lombardo ottocentesco e un linguaggio semplificato ed austero, in assonanza con la pittura metafisica di De Chirico. Principali esponenti ne furono Giovanni Muzio, Giò Ponti, Paolo Mezzanotte.
- il monumentalismo o "neoclassicismo semplificato", che media tra le tendenze razionaliste d'avanguardia e il conservatorismo dell'accademia, facendosi linguaggio architettonico di regime, teso a diffondere gli ideali fascisti tra le masse e trasmettere l'idea di grandezza del regime, e che privilegia la realizzazione di edifici monumentali e con forte caratterizzazioni scenografiche. Maggiore esponente ne fu Marcello Piacentini.

L'Italia del ventennio sembrerebbe isolata dal mondo culturale europeo più evoluto, che propone in architettura i temi del Movimento Moderno, così questi non sembrerebbero presi in considerazione o venire interpretati diversamente dagli architetti italiani. Il tutto sembra concentrarsi in un dibattito superficiale, che non sembrerebbe cogliere i caratteri originari dell'International Style e si ridurrebbe a una modernizzazione esteriore dello stile, con l'adozione di forme semplificate, murature lisce, balconi pieni, cornici spianate, capitelli alleggeriti, archi elementarizzati, colonne smussate; secondo una visione critica, questo avrebbe abbassato il livello dell'edilizia pubblica.

## Il razionalismo italiano: Gruppo 7 e M.I.A.R.
Nel 1926 si forma il "Gruppo 7" di cui fanno parte, fra gli altri, Figini e Pollini e Giuseppe Terragni, qualche tempo dopo si aggregherà anche Adalberto Libera.
Il gruppo iniziò a farsi conoscere con una serie di articoli apparsi sulla rivista Rassegna Italiana, ma l'occasione più importante fu quella dell'Esposizione di architettura razionale che ebbe luogo a Roma nel 1928. Il gruppo si presentò non come una rivoluzione e cercò in ogni modo di ridisegnare il nuovo stile come il più adatto al regime fascista, di cui dall'altro canto molti giovani contadini (come Terragni e Giuseppe Pagano) sono sostenitori convinti. Si costituisce, così il MIAR (Movimento italiano per l'architettura razionale), cui aderiscono quasi 50 architetti che rappresentano tutte le varie regioni italiane.
All'esposizione del 1931 a Roma l'impatto è molto più forte e appare chiaro che le opere razionaliste sono in realtà troppo rivoluzionarie e mal si adattano a un regime autoritario. Le polemiche che ne nascono con i sostenitori della vecchia accademia, che poi sono la maggioranza, generano molte defezioni nel MIAR, tanto che il suo segretario Libera è costretto a sciogliere il movimento.
Da questo momento in poi gli architetti razionalisti si ritireranno ognuno in proprio lavorando nel privato e abbandonando di fatto gli incarichi pubblici, anche se riusciranno comunque a portare avanti varie realizzazioni.
La Casa del Fascio a Como (1932) di Giuseppe Terragni è una di queste opere pubbliche ed è anche la maggiore dal punto di vista formale, tanto che Zevi la definisce il "capolavoro del razionalismo Italiano", per quel suo volume puro disegnato sulla sezione aurea, che possiede un solido impianto e consistenza quasi "classica".
Da notare all'interno della Casa del Fascio la decorazione astratta (ora perduta) realizzata da Mario Radice che richiama in chiave attualissima l'impianto del palazzo pubblico medievale, quasi sempre dotato di corte interna affrescata.
Per traslazione i pittori del gruppo degli Astrattisti comaschi, Mario Radice, Manlio Rho, Aldo Galli sono anche detti "Razionalisti", a testimonianza di una comune fucina culturale che accomunava pittura e architettura.
L'Istituto di Fisica dell'Università degli studi di Roma "La Sapienza" di Giuseppe Pagano - dove il tema razionale è controllato e non esposto come nella Casa del Fascio sopradetta - rappresenta, invece, la maggiore opera dal punto di vista funzionale, in quanto in essa si legge un nuovo metodo di progettazione: l'edificio pensato per la funzione a cui è destinato. Un'altra opera fondamentale è senz'altro la Stazione S. Maria Novella a Firenze (1933), dove il concorso per la progettazione è vinto da Giovanni Michelucci e da i suoi allievi Baroni, Bernardi, Gamberini, Guarnieri, Lusanna. I classicisti forse si ritirano volutamente nella preoccupazione di doversi confrontare con il retro dell'abside di Santa Maria Novella. L'edificio, invece, pur nella sua razionalità, si integra bene all'ambiente con quel suo rivestimento di pietra e nel disegno, apparendo come lo sviluppo dell'architettura del passato. In questo inaugurerà uno “modus” proprio di Michelucci, forse un "organicità" di integrare edifici razionali nell'ambiente costruito storico, in un sapiente lavoro di materiali, di elementi, di rapporti, di particolari architettonici. Nel 1939 viene costruita la Cittadella d'Assisi da Gaetano Brusa.
A Milano, grazie alla rivista Casabella - Costruzioni diretta negli anni quaranta da Giuseppe Pagano (architetto) e da Giancarlo Palanti vengono indicati, nel celebre articolo Intervallo ottimista di Raffaello Giolli, a testimonianza dell'importanza della scuola milanese, Gianni Albricci, Achille e Piergiacomo Castiglioni, Mario Tevarotto, Enea Manfredini, Anna Ferrieri, Luciano Canella, Mario Righini, Augusto Magnaghi, Mario Terzaghi, Vittorio Gandolfi, Marco Zanuso, Renato Radici quali giovani architetti razionalisti.
Dal 2008 è diventata accessibile al pubblico grazie alla donazione al FAI la villa Necchi Campiglio in via Mozart a Milano, esempio forse unico per bellezza e conservazione di villa privata razionalista degli anni trenta progettata e realizzata con maestria da Piero Portaluppi.
Altri edifici di rilievo, su incarichi minori o da privati sono:
- l'asilo Sant'Elia di Como (1936-1937) di Terragni che forse è la sua opera migliore, per quella sua libera espressione articolata e trasparente, che si apre all'ambiente esterno;
- le Case della Foce a Genova (1936-40) di Luigi Carlo Daneri;
- villa Malaparte a Capri (1938) di Adalberto Libera, parallelepipedo rotto dalla gradonata della terrazza solare della copertura, che appare in rilievo ma straordinariamente integrato alla roccia di un promontorio;
- l'Università Bocconi di Milano (1938-1941) di G. Pagano e G. Predeval, di chiaro stampo razionalista con reminiscenze del Bauhaus nell'articolazione della pianta;
- alcuni allestimenti per Mostre (1934-35) di Franco Albini, Persico e Nizzoli;
- due palazzine e una biblioteca a Roma (1938-1940) di Mario Ridolfi.

## Movimento Novecento

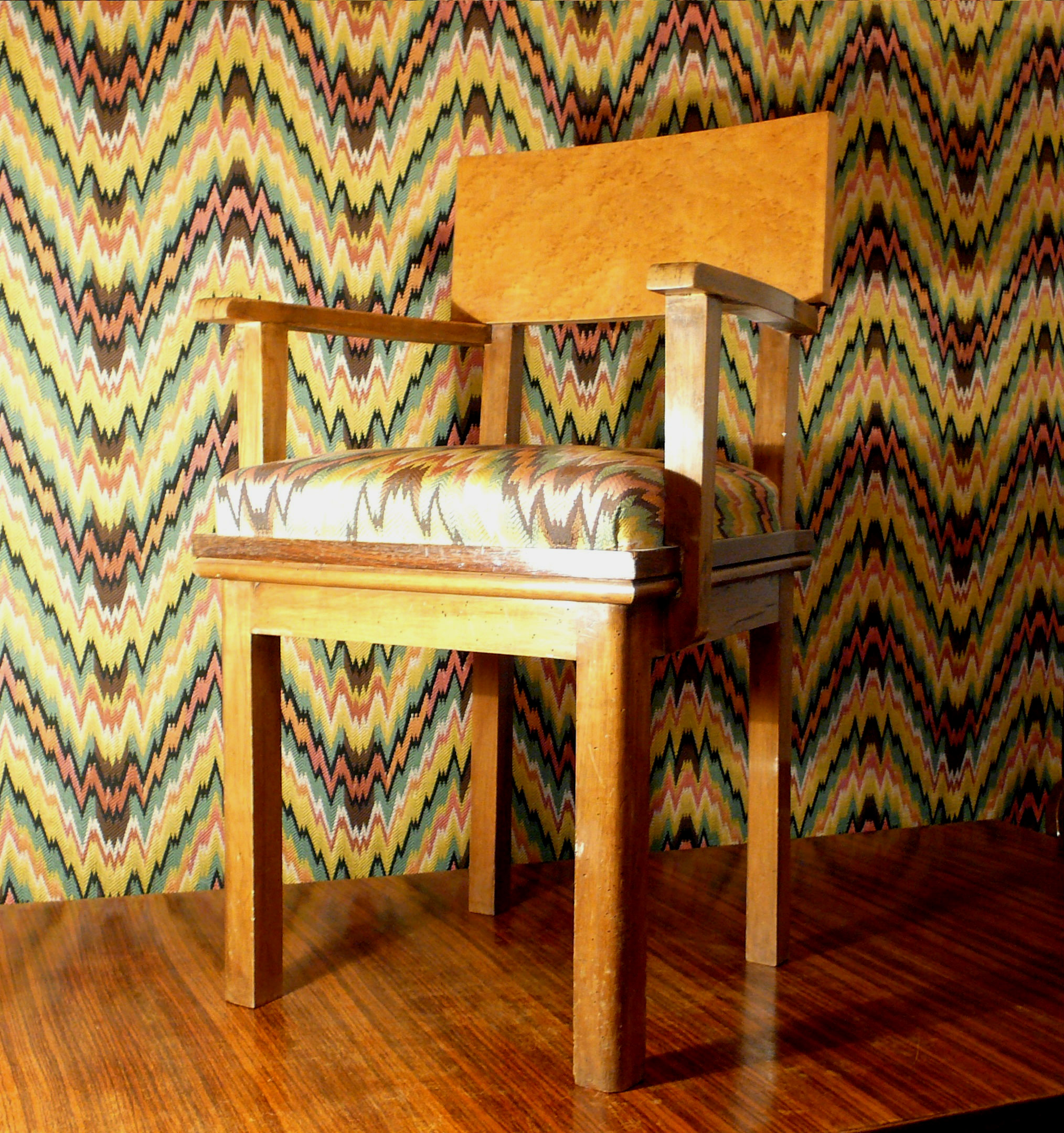
Arnaldo Dell'Ira, sedia stile '900, 1938

Il "Movimento Novecento" rappresenta la fase italiana della corrente europea di "ritorno all'ordine" dopo le avanguardie del primo novecento (futurismo, cubismo) e la prima guerra mondiale. Il Novecento torna ad avere come supremo riferimento l'antichità classica, la purezza delle forme e l'armonia nella composizione. Principali esponenti in architettura ne furono Giovanni Muzio, Giò Ponti, Emilio Lancia e Paolo Mezzanotte.
L'architetto di maggior prestigio fu Giovanni Muzio, amico di Mario Sironi, che tra il 1919 ed il 1923 costruì a Milano la cosiddetta "Ca' Brutta", opera manifesto di uno stile che in nome di un dichiarato "ritorno all'ordine" rifiutava sia il Liberty, sia le nascenti tendenze razionaliste, traendo dal neoclassicismo lombardo ottocentesco un linguaggio semplificato ed austero che d'altra parte non rifiutava totalmente la modernità. Alcune delle realizzazioni degli architetti novecentisti hanno evidenti assonanze con le metafisiche piazze di De Chirico.
Significative furono le collaborazioni tra alcuni degli architetti novecentisti e gli artisti allora attivi a Milano. Per esempio Muzio e Mario Sironi collaborarono in diversi allestimenti temporanei: padiglioni della Mostra internazionale della Stampa a Colonia (1928) e Barcellona (1929), padiglione della IV Triennale d'Arte Decorativa di Monza (1930) e padiglione della Mostra della Rivoluzione fascista (1932). Sironi inoltre è l'autore dei bassorilievi del Palazzo del Popolo d'Italia progettato da Muzio a Milano.
L'architettura Novecento prende posizioni chiare contro l'eclettismo accademico battendosi per una semplificazione e re-interpretazione, che voleva significare modernizzazione. L'espressione linguistica è quanto mai diversificata: si va da una sorta di medievalismo a posizioni derivanti da un secessionismo viennese, da riferimenti alla romanità classica al barocco romano.
A Roma l'orientamento architettonico, superato il "barocchetto" di Gustavo Giovannoni, è decisamente orientato verso un'immagine di città grandiosa e magniloquente, una città come nelle incisioni di Piranesi, ma questa tendenza si confonderà in seguito con un'architettura di regime che richiedeva una retorica romanità, convergente con il movimento razionalista. Come esponenti di questa architettura che si presenta come "rinnovamento moderato", a Roma citiamo, tra i tanti, Marcello Piacentini che ne fu il massimo esponente, e quindi Armando Brasini, Pietro Aschieri, Mario De Renzi e Innocenzo Sabbatini.

## Marcello Piacentini e il monumentalismo di regime
Marcello Piacentini è la figura che più di ogni altro dominò l'architettura italiana durante il regime fascista: suoi sono i maggiori incarichi pubblici e il suo stile influenzerà, o in qualche modo verrà imposto non solo a molti architetti negli incarichi minori, ma anche ai maggiori razionalisti come Pagano, Libera, Michelucci. L'esempio più significativo di questa compromissione lo si avrà per il progetto dell'EUR o E42, nel quale la presenza di quattro architetti razionalisti su cinque componenti la commissione non riesce a imporre la propria linea; Piacentini, usando la sua tattica di mediatore fra tradizionalisti e modernisti, vince, e il suo stile trionfa in tutti i sensi nelle architetture dell'esposizione.
La sua architettura è una sorta di "neoclassicismo semplificato" che si può fare rientrare in quella serie di tendenze che sono state definite dai critici col termine Monumentalismo; planimetrie simmetriche e bloccate, volumi chiusi che devono ricordare il “Mar Mediterraneo”; particolari architettonici classici con rivestimenti in lastre di marmo, ritmici porticati, colonne, archi, simmetrie. Molte città italiane vengono monumentalmente ridisegnate, con la demolizione di fette importanti di centro storico e la ridefinizione dei suoi edifici più importanti in un ideale collegamento alla "romanità" passata.
Le più importanti realizzazioni della monumentalizzazione italiana sono:

Palazzo della Civiltà Italiana Roma Eur

- la nuova città universitaria di Roma sebbene con qualche eccezione;
- E42 di cui molti edifici sono stati progettati da razionalisti;
- via della Conciliazione a Roma; il centro storico di numerose città come Brescia e Livorno;
- piazza Augusto imperatore sempre a Roma;
- molti edifici monumentali pubblici nelle città di: Milano, Torino, Bologna, Napoli, Bari, Taranto, Palermo;
- le città di fondazione, monumentali e di bonifica.

Alcune nuove città sfuggono a questa logica del monumentalismo:
- la città di Sabaudia, progettata tra gli altri da Luigi Piccinato;
- la città d'oltremare di Portolago in Grecia, nell'isola di Lero del Dodecaneso, che hanno un'impronta decisamente più moderna.